# دير فارفا

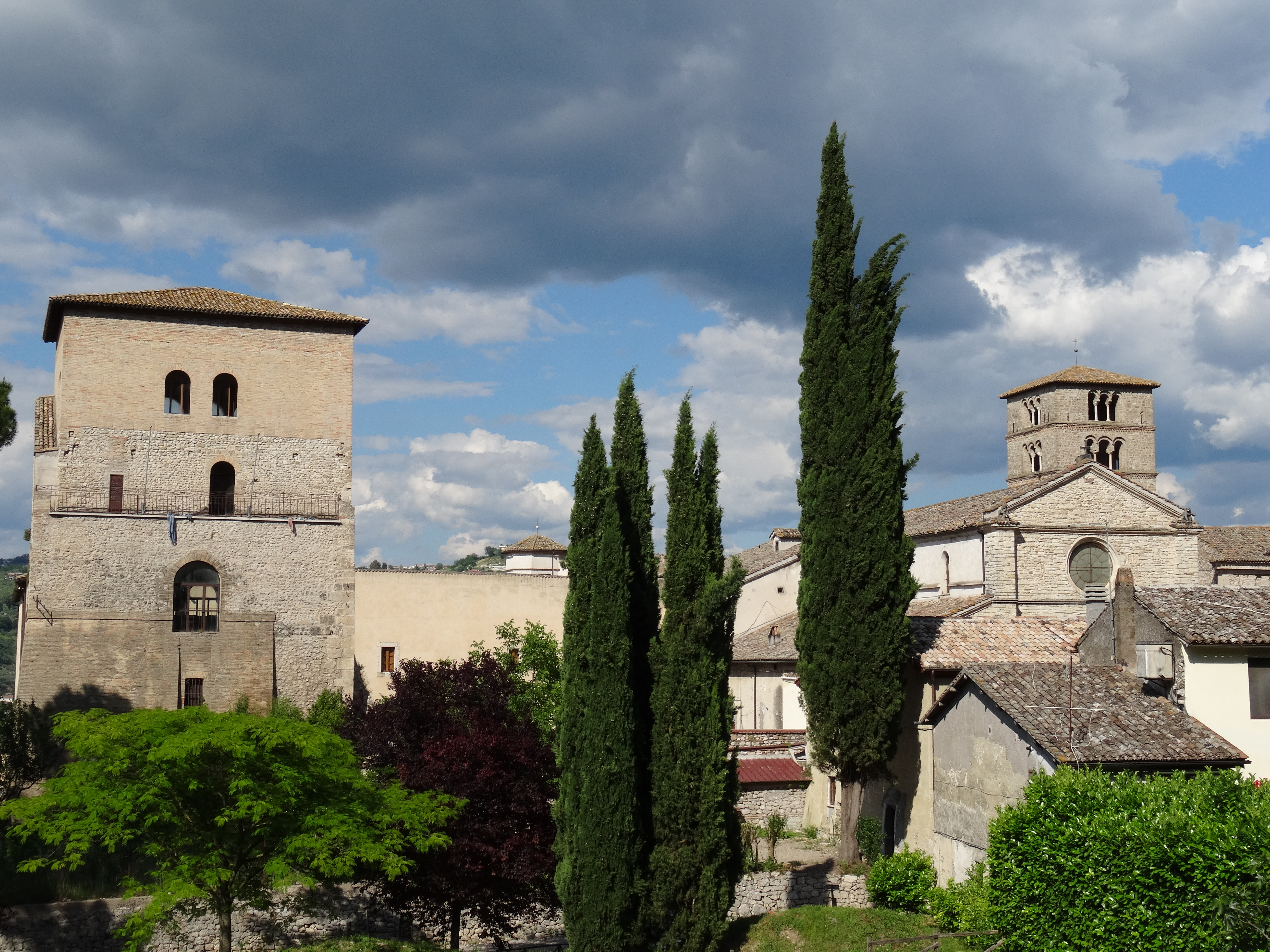
دير فارفا.

دير فارفا هو دير إقليمي في شمال لاتسيو وسط إيطاليا. يعد أحد أشهر الأديرة في أوروبا. تنتمي إلى النظام البينديكتي وتقع على بعد حوالي 60 كيلومترًا من روما، في بلدية فارا سابينا، ولا تبعد كثيرًا عن محطة قطاراتها.